# Simon Schempp
Simon Schempp (Mutlangen, 14 november 1988) is een Duitse biatleet. Hij vertegenwoordigde zijn vaderland op de Olympische Winterspelen 2010 in Vancouver en op Olympische Winterspelen 2014 in Sotsji.
Schempp heeft een relatie met biatlete Franziska Preuß.

## Carrière
Bij zijn wereldbekerdebuut, in maart 2009 in Vancouver, scoorde Schempp direct zijn eerste wereldbekerpunten. Twee weken later behaalde hij in Chanty-Mansiejsk zijn eerste toptienklassering in een wereldbekerwedstrijd. Tijdens de Olympische Winterspelen van 2010 in Vancouver eindigde Schempp op de 4x7,5 kilometer estafette samen met Andreas Birnbacher, Arnd Peiffer en Michael Greis op de vijfde plaats. In maart 2010 stond de Duitser in Oslo voor de eerste maal in zijn carrière op het podium van een wereldbekerwedstrijd.
Schempp nam in zijn carrière twee keer deel aan de wereldkampioenschappen biatlon. Op de wereldkampioenschappen biatlon 2010 in Chanty-Mansiejsk veroverde hij samen met Simone Hauswald, Magdalena Neuner en Arnd Peiffer de wereldtitel op de gemengde estafette. Zijn beste individuele resultaat, negende op de 12,5 kilometer achtervolging, behaalde hij op wereldkampioenschappen biatlon 2012 in Ruhpolding. Op datzelfde toernooi sleepte hij samen met Andreas Birnbacher, Michael Greis en Arnd Peiffer de bronzen medaille in de wacht op de 4x7,5 kilometer estafette. Ook op de wereldkampioenschappen biatlon 2013 behaalde hij met het Duitse team de bronzen medaille.
Op 17 januari 2014 behaalde Schempp zijn eerste wereldbekeroverwinning met winst op de 10 km sprint in Rasen-Antholz. Tijdens de Olympische Winterspelen 2014 in Sotsji behaalde hij samen met Erik Lesser, Daniel Böhm en Arnd Peiffer de zilveren medaille in het estafette-nummer. Schempp eindigde op de 6e plaats in de Olympische achtervolging. Op de Wereldkampioenschappen biatlon 2015 werd Schempp wereldkampioen in het estafettenummer. Samen met Erik Lesser, Daniel Böhm, Arnd Peiffer versloeg Schempp het Noorse en Franse viertal.

## Resultaten

### Olympische Winterspelen
| Jaar | Plaats      | Onderdeel   | Onderdeel | Onderdeel     | Onderdeel  | Onderdeel | Onderdeel          |
| Jaar | Plaats      | Individueel | Sprint    | Achtervolging | Massastart | Estafette | Gemengde estafette |
| ---- | ----------- | ----------- | --------- | ------------- | ---------- | --------- | ------------------ |
| 2010 | Vancouver   | –           | –         | –             | –          | 5e        |                    |
| 2014 | Sotsji      | 16e         | 15e       | 6e            | 13e        | ↑         | DSQ                |
| 2018 | Pyeongchang | 36e         | 7e        | 5e            | ↑          | ↑         | –                  |

### Wereldkampioenschappen
| Jaar | Plaats            | Onderdeel                               | Onderdeel                               | Onderdeel                               | Onderdeel                               | Onderdeel                               | Onderdeel          | Onderdeel                 |
| Jaar | Plaats            | Individueel                             | Sprint                                  | Achtervolging                           | Massastart                              | Estafette                               | Gemengde estafette | Single gemengde estafette |
| ---- | ----------------- | --------------------------------------- | --------------------------------------- | --------------------------------------- | --------------------------------------- | --------------------------------------- | ------------------ | ------------------------- |
| 2009 | Pyeongchang       | –                                       | –                                       | –                                       | –                                       | –                                       | –                  |                           |
| 2010 | Chanty-Mansiejsk  | Niet gehouden vanwege Olympische Spelen | Niet gehouden vanwege Olympische Spelen | Niet gehouden vanwege Olympische Spelen | Niet gehouden vanwege Olympische Spelen | Niet gehouden vanwege Olympische Spelen | Goud               |                           |
| 2011 | Chanty-Mansiejsk  | –                                       | –                                       | –                                       | –                                       | –                                       | –                  |                           |
| 2012 | Ruhpolding        | 90e                                     | 19e                                     | 9e                                      | 26e                                     | Brons                                   | –                  |                           |
| 2013 | Nové Město        | –                                       | 28e                                     | 18e                                     | 14e                                     | Brons                                   | 12e                |                           |
| 2015 | Kontiolahti       | 8e                                      | 77e                                     | –                                       | 8e                                      | Goud                                    | –                  |                           |
| 2016 | Oslo Holmenkollen | 16e                                     | 8e                                      | 18e                                     | 19e                                     | Zilver                                  | Zilver             |                           |
| 2017 | Hochfilzen        | 13e                                     | 9e                                      | 10e                                     | Goud                                    | 4e                                      | Goud               |                           |
| 2019 | Östersund         | –                                       | –                                       | –                                       | –                                       | –                                       | –                  | –                         |
| 2020 | Antholz           | –                                       | –                                       | –                                       | –                                       | –                                       | –                  | –                         |

### Wereldkampioenschappen junioren
| Jaar | Plaats     | Onderdeel   | Onderdeel | Onderdeel     | Onderdeel |
| Jaar | Plaats     | Individueel | Sprint    | Achtervolging | Estafette |
| ---- | ---------- | ----------- | --------- | ------------- | --------- |
| 2007 | Martell    | 5e          | 4e        | Brons         | Goud      |
| 2008 | Ruhpolding | 9e          | 5e        | 5e            | Brons     |
| 2009 | Canmore    | 5e          | 6e        | Zilver        | Goud      |

### Wereldbeker
Eindklasseringen
| Seizoen   | Algemeen | Individueel | Sprint | Achtervolging | Massastart |
| --------- | -------- | ----------- | ------ | ------------- | ---------- |
| 2008/2009 | 60e      | 60e         | 58e    | 54e           | –          |
| 2009/2010 | 36e      | –           | 36e    | 13e           | –          |
| 2010/2011 | 87e      | 59e         | –      | 70e           | –          |
| 2011/2012 | 26e      | 16e         | 28e    | 21e           | 26e        |
| 2012/2013 | 29e      | 63e         | 27e    | 32e           | 17e        |
| 2013/2014 | 10e      | 26e         | 11e    | 6e            | 21e        |
| 2014/2015 | 4e       | 14e         | Brons  | 4e            | 7e         |
| 2015/2016 | 4e       | 9e          | Zilver | 6e            | 14e        |
| 2016/2017 | 5e       | 13e         | 11e    | 6e            | Zilver     |
| 2017/2018 | 12e      | 9e          | 7e     | 16e           | 25e        |
| 2018/2019 | 44e      | 27e         | 56e    | 39e           | 41e        |
| 2019/2020 | 41e      | –           | 44e    | 32e           | 41e        |

Wereldbekerzeges
| Nr.         | Datum            | Plaats                | Onderdeel             |
| Individueel | Individueel      | Individueel           | Individueel           |
| ----------- | ---------------- | --------------------- | --------------------- |
| 1.          | 17 januari 2014  | Antholz               | 10 km sprint          |
| 2.          | 18 januari 2014  | Antholz               | 12,5 km achtervolging |
| 3.          | 18 januari 2015  | Ruhpolding            | 15 km massastart      |
| 4.          | 22 januari 2015  | Antholz               | 10 km sprint          |
| 5.          | 24 januari 2015  | Antholz               | 12,5 km achtervolging |
| 6.          | 11 december 2015 | Hochfilzen            | 10 km sprint          |
| 7.          | 17 december 2015 | Pokljuka              | 10 km sprint          |
| 8.          | 19 december 2015 | Pokljuka              | 12,5 km achtervolging |
| 9.          | 22 januari 2016  | Antholz               | 10 km sprint          |
| 10.         | 19 maart 2016    | Chanty-Mansijsk       | 12,5 km achtervolging |
| 11.         | 8 januari 2017   | Oberhof               | 15 km massastart      |
| 12.         | 19 februari 2017 | Hochfilzen (WK)       | 15 km massastart      |
| Estafettes  |                  |                       |                       |
| 1.          | 28 maart 2010    | Chanty-Mansiejsk (WK) | Gemengde estafette    |
| 2.          | 14 maart 2015    | Kontiolahti (WK)      | 4x7,5 km estafette    |
| 3.          | 7 februari 2016  | Canmore               | Gemengde estafette    |
| 4.          | 21 januari 2017  | Antholz               | 4x7,5 km estafette    |
| 5.          | 9 februari 2017  | Hochfilzen (WK)       | Gemengde estafette    |